# 文庫
文庫，原意是收藏文書、圖書的書庫、或者是公開藏書、收藏品的圖書館，現在在日本開始轉變意義為專指某種出版型態的叢書。文庫的規格是「A6判」，尺寸是105×148mm，因為是文庫的基本規格，所以也稱作「文庫判」。

## 指出版形態的文庫

### 文庫本
在日本明治時期，「文庫」一詞通常指期待讀者將其全數買入、收藏的全集或叢書，在策劃時會冠以「文庫」的名稱。但在近代的日本出版界中，則作為另一種特殊用語使用。
特別從昭和年代開始，「文庫」逐漸演變成一種廉價且外型便於攜帶，以普及為目的的小開本出版型態，稱為文庫本或文庫版。因此到了現在，在多數提到「文庫」的場合，都是意指這類小型書籍。

#### 文庫熱潮
因應關東大地震後對低價書籍的需求，1927年岩波文庫開始出版，隨後改造社文庫、春陽堂文庫、新潮文庫接連出版，第一次引起了文庫熱潮。
第二次熱潮發生於1949年至1952年，角川文庫、教養文庫、市民文庫、アテネ文庫等開始發行。
第三次熱潮為1971年至1973年，也是第二次世界大戰後的第二波文庫熱潮。講談社文庫、中公文庫、文春文庫、集英社文庫等開始發行。
第四次熱潮發生於1984年至1985年，光文社文庫、PHP文庫、ちくま文庫、ワニ文庫、講談社X文庫、講談社L文庫、廣濟堂文庫、祥傳社ノンポシェット、福武文庫創刊。
第五次熱潮為1996年至1997年間，幻冬舍文庫、ハルキ文庫、小学館文庫等創刊。　

### 文庫集
拉丁歐洲國家——以法國、西班牙、義大利為主，發行的稱作「文庫集」，形式與英文國家的叢書類似，但不可將二者等同。

## 關連項目
- 書籍
- 叢書
- 單行本